# ادوین لانتلی
ادوین لانتلی (به انگلیسی: Edwin Luntley) بازیکن فوتبال زادهٔ ۱۸۵۶ اهل کشور انگلستان که سابقهٔ بازی در تیم ملی فوتبال انگلستان را در کارنامهٔ خود دارد. وی در تاریخ ۱۳ مارس ۱۸۸۰ نخستین بازی ملی خود را در مقابل تیم ملی فوتبال اسکاتلند انجام داد و با حضور در ۲ بازی ملی، در تاریخ ۱۵ مارس ۱۸۸۰ واپسین بازی ملی‌اش را در برابر تیم ملی فوتبال ولز برگزار کرد.